# Demi Lovato Live in Concert
Die Summer Tour 2009 war die zweite Konzert-Tour der US-amerikanischen Sängerin Demi Lovato, bei der sie als Headliner in Erscheinung trat. Das erste Konzert der Tour war am 21. Juni 2009 in Hartford, USA, das letzte am 28. Mai 2010 in São Paulo, Brasilien. Die Tour war in drei Teile aufgeteilt, die Summer Tour 2009, die Fall Tour 2009 und die South America Tour 2010. Insgesamt gab Lovato 48 Konzerte auf drei Kontinenten, mit denen sie ihr Album Here We Go Again bewarb.

## Organisation und Hintergrund

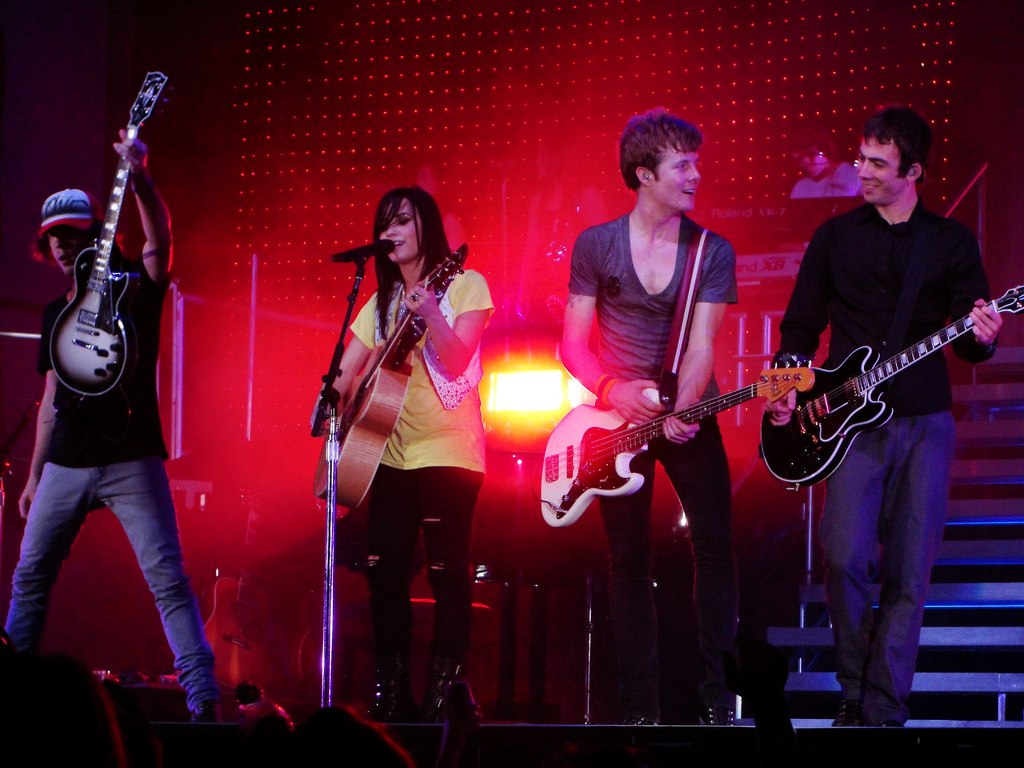
Lovato während eines Konzertes der Tour zusammen mit ihrer Band

Die Tour beinhaltete 48 Konzerte. Diese fanden auf drei Kontinenten statt, Europa, Südamerika und Nordamerika. Die meisten Shows wurden jedoch in den Vereinigten Staaten gespielt. Die letzten drei Shows der Summer Tour 2009 in Atlantic City, Providence und Manchester wurden abgesagt und auf Oktober verschoben. Diese vermarktete man dann als Fall Tour 2009. Drei Konzerte der Summer Tour 2009, die in Portland, Louisville, und Grand Rapids stattfinden sollten, wurden ersatzlos gestrichen. Im Mai wurde die Tour dann unter dem Namen South America Tour 2010 mit vier weiteren Konzerten in Südamerika fortgeführt.

## Vorgruppen
Lovato wurde bei der Tour von David Archuleta, KSM und Jordan Pruitt begleitet.
- David Archuleta beinahe alle Konzerte
- KSM nur bestimmte Konzerte
- Jordan Pruitt nur bestimmte Konzerte

### Setlist der Vorgruppen

#### David Archuleta
| #   | Titel                                 |
| --- | ------------------------------------- |
| 1.  | „Touch My Hand“                       |
| 2.  | „Waiting For Yesterday“               |
| 3.  | „My Hands“                            |
| 4.  | „You Can“ oder „Somebody Out There“   |
| 5.  | „Works For Me“                        |
| 6.  | „A Little Too Not Over You“           |
| 7.  | „Don't Let Go“                        |
| 8.  | „Barriers“ oder „Your Eyes Don't Lie“ |
| 9.  | „Apologize“ (OneRepublic Cover)       |
| 10. | „Zero Gravity“                        |
| 11. | „Crush“                               |

#### KSM
| #  | Titel                     |
| -- | ------------------------- |
| 1. | „I Want You to Want Me“   |
| 2. | „Saturdays and Sundays“   |
| 3. | „Don't Rain on My Parade“ |
| 4. | „Distracted“              |
| 5. | „Read Between The Lines“  |

#### Jordan Pruitt
| #  | Titel                       |
| -- | --------------------------- |
| 1. | „Intro (Permission To Fly)“ |
| 2. | „Jump to the Rhythm“        |
| 3. | „I Wanna Go Back“           |
| 4. | „Don't Lose Yourself“       |
| 5. | „Outside Looking In“        |
| 6. | „My Shoes“                  |
| 7. | „One Love“                  |

## Setlist

### Summer Tour 2009
| #   | Titel                                                                         |
| --- | ----------------------------------------------------------------------------- |
| 1.  | „La La Land“                                                                  |
| 2.  | „So Far So Great“                                                             |
| 3.  | „Quiet“ (nur 1. Konzert)                                                      |
| 4.  | „Gonna Get Caught“                                                            |
| 5.  | „U Got Nothin' On Me“                                                         |
| 6.  | „Got Dynamite“ (nur 1. Konzert)                                               |
| 7.  | „Party“                                                                       |
| 8.  | „Trainwreck“                                                                  |
| 9.  | „Catch Me“                                                                    |
| 10. | „This Is Me“ (seit 1. Juli; mit einem Zuschauer)                              |
| 11. | „Until You're Mine“                                                           |
| 12. | „Solo“                                                                        |
| 13. | „Stop the World“                                                              |
| 14. | „Two Worlds Collide“                                                          |
| 15. | „Behind Enemy Lines“                                                          |
| 16. | „(You Make Me Feel Like) A Natural Woman“ (Aretha Franklin/Carole King Cover) |
| 17. | „Everytime You Lie“                                                           |
| 18. | „Remember December“                                                           |
| 19. | „Here We Go Again“                                                            |
| 20. | Zugabe: 1. „Don't Forget“ 2. „Get Back“                                       |

### Fall Tour 2009
| #   | Titel                                                                                     |
| --- | ----------------------------------------------------------------------------------------- |
| 1.  | „La La Land“                                                                              |
| 2.  | „So Far So Great“                                                                         |
| 3.  | „Quiet“                                                                                   |
| 4.  | „Gonna Get Caught“                                                                        |
| 5.  | „U Got Nothin' On Me“                                                                     |
| 6.  | „Got Dynamite“                                                                            |
| 7.  | „Party“                                                                                   |
| 8.  | „Trainwreck“                                                                              |
| 9.  | „Catch Me“                                                                                |
| 10. | „This Is Me“ (seit 1. Juli; mit einem Zuschauer oder ihrer Schwester Madison De La Garza) |
| 11. | „Until You're Mine“                                                                       |
| 12. | „Solo“                                                                                    |
| 13. | „Stop the World“                                                                          |
| 14. | „Two Worlds Collide“                                                                      |
| 15. | „Behind Enemy Lines“                                                                      |
| 16. | „(You Make Me Feel Like) A Natural Woman“ (Aretha Franklin/Carole King Cover)             |
| 17. | „Everytime You Lie“                                                                       |
| 18. | „Remember December“                                                                       |
| 19. | „Here We Go Again“                                                                        |
| 20. | Zugabe: 1. „Don't Forget“ 2. „Get Back“                                                   |

### South America Tour 2010
| #   | Titel |
| --- | --- |
| 1.  | „La La Land“ |
| 2.  | „So Far So Great“                                                                                                |
| 3.  | „Gonna Get Caught“                                                                                               |
| 4.  | „U Got Nothin' On Me“                                                                                            |
| 5.  | „Party“ |
| 6.  | „Trainwreck“ |
| 7.  | „Catch Me“ |
| 8.  | „Lo Que Soy“/„This is Me“ („Lo Que Soy“ in Chile & Kolumbien und „This is Me“ in Brasilien)                      |
| 9.  | „Can't Back Down“ (nur in Rio de Janeiro)                                                                        |
| 10. | „Until You're Mine“                                                                                              |
| 11. | „Solo“ |
| 12. | „Stop the World“                                                                                                 |
| 13. | „Two Worlds Collide“                                                                                             |
| 14. | „(You Make Me Feel Like) A Natural Woman“ (Aretha Franklin/Carole King Cover; nur in Kolumbien & Rio de Janeiro) |
| 15. | „Every Time You Lie“                                                                                             |
| 16. | „Remember December“                                                                                              |
| 17. | „Here We Go Again“                                                                                               |
| 18. | Zugabe: 1. „Don't Forget“ 2. „Get Back“                                                                          |

## Konzerte

### Summer Tour 2009
| Datum           | Stadt                | Land               | Veranstaltungsort              |
| --------------- | -------------------- | ------------------ | ------------------------------ |
| Nordamerika     |                      |                    |                                |
| 21. Juni 2009   | Hartford             | Vereinigte Staaten | XL Center                      |
| 22. Juni 2009   | Wilkes-Barre         | Vereinigte Staaten | Wachovia Arena                 |
| 24. Juni 2009   | Hempstead (New York) | Vereinigte Staaten | Nassau Coliseum                |
| 25. Juni 2009   | Newark               | Vereinigte Staaten | Prudential Center              |
| 26. Juni 2009   | Boston               | Vereinigte Staaten | Agganis Arena                  |
| 27. Juni 2009   | Philadelphia         | Vereinigte Staaten | Mann Music Theater             |
| 29. Juni 2009   | Duluth               | Vereinigte Staaten | The Arena                      |
| 1. Juli 2009    | Lafayette            | Vereinigte Staaten | Cajundome                      |
| 2. Juli 2009    | Little Rock          | Vereinigte Staaten | Verizon Arena                  |
| 3. Juli 2009    | Houston              | Vereinigte Staaten | Reliant Arena                  |
| 5. Juli 2009    | Grand Prairie        | Vereinigte Staaten | Nokia Theatre at Grand Prairie |
| 6. Juli 2009    | Tulsa                | Vereinigte Staaten | BOK Center                     |
| 9. Juli 2009    | Glendale             | Vereinigte Staaten | Jobing.com Arena               |
| 10. Juli 2009   | Fresno               | Vereinigte Staaten | Save Mart Center               |
| 11. Juli 2009   | San José             | Vereinigte Staaten | SJ Events Center               |
| 14. Juli 2009   | Seattle              | Vereinigte Staaten | WaMu Theater                   |
| 16. Juli 2009   | Sacramento           | Vereinigte Staaten | ARCO Arena                     |
| 17. Juli 2009   | Los Angeles          | Vereinigte Staaten | Nokia Theatre                  |
| 18. Juli 2009   | Las Vegas            | Vereinigte Staaten | Orleans Arena                  |
| 20. Juli 2009   | Denver               | Vereinigte Staaten | Wells Fargo Theater            |
| 22. Juli 2009   | Kansas City          | Vereinigte Staaten | Sprint Center                  |
| 24. Juli 2009   | Chicago              | Vereinigte Staaten | Allstate Arena                 |
| 25. Juli 2009   | Cincinnati           | Vereinigte Staaten | U.S. Bank Arena                |
| 27. Juli 2009   | Cleveland            | Vereinigte Staaten | Wolstein Center                |
| 28. Juli 2009   | Pittsburgh           | Vereinigte Staaten | Byome                          |
| 29. Juli 2009   | Greensboro           | Vereinigte Staaten | Greensboro Coliseum            |
| 31. Juli 2009   | Tampa                | Vereinigte Staaten | St. Pete Times Forum           |
| 1. August 2009  | Fort Lauderdale      | Vereinigte Staaten | BankAtlantic Center            |
| 2. August 2009  | Orlando              | Vereinigte Staaten | Amway Arena                    |
| 4. August 2009  | Greenville           | Vereinigte Staaten | Bi-Lo Center                   |
| 6. August 2009  | Columbus             | Vereinigte Staaten | Celeste Center                 |
| 8. August 2009  | Minneapolis          | Vereinigte Staaten | Target Center                  |
| 9. August 2009  | West Allis           | Vereinigte Staaten | Wisconsin State Fair           |
| 10. August 2009 | Indianapolis         | Vereinigte Staaten | Indiana State Fair             |
| 12. August 2009 | Nashville            | Vereinigte Staaten | Sommet Center                  |
| 13. August 2009 | St. Louis            | Vereinigte Staaten | Chaifetz Arena                 |
| 14. August 2009 | Moline               | Vereinigte Staaten | iWireless Center               |
| 15. August 2009 | Omaha                | Vereinigte Staaten | Qwest Center                   |
| 18. August 2009 | Clarkston            | Vereinigte Staaten | DTE Energy Music Theater       |
| 20. August 2009 | Fairfax              | Vereinigte Staaten | Patriot Center                 |
| 21. August 2009 | Hershey              | Vereinigte Staaten | Star Pavilion                  |

#### Abgesagte Konzerte
| Datum           | Stadt        | Land               | Veranstaltungsort |
| --------------- | ------------ | ------------------ | ----------------- |
| Nordamerika     |              |                    |                   |
| 13. Juli 2009   | Portland     | Vereinigte Staaten | Rose Garden       |
| 5. August       | Louisville   | Vereinigte Staaten | Broadbent Arena   |
| 17. August 2009 | Grand Rapids | Vereinigte Staaten | Van Andel Arena   |

### Fall Tour 2009
| Datum            | Stadt         | Land               | Veranstaltungsort             |
| ---------------- | ------------- | ------------------ | ----------------------------- |
| 29. Oktober 2009 | Manchester    | England            | Verizon Wireless              |
| 30. Oktober 2009 | Providence    | Vereinigte Staaten | Dunkin Donuts Center          |
| 1. November 2009 | Atlantic City | Vereinigte Staaten | Trump Taj Mahal Casino Resort |

### South America Tour 2010
| Datum        | Stadt          | Land      | Veranstaltungsort |
| ------------ | -------------- | --------- | ----------------- |
| Südamerika   |                |           |                   |
| 23. Mai 2010 | Santiago       | Chile     | Movistar Arena    |
| 25. Mai 2010 | Bogotá         | Kolumbien | Coliseo El Campin |
| 27. Mai 2010 | Rio de Janeiro | Brasilien | HSBC Arena        |
| 28. Mai 2010 | São Paulo      | Brasilien | Via Funchal       |

## Awards
Die Tour gewann folgenden Award:
| Tabellarische Übersicht der Auszeichnungen und Nominierungen | Tabellarische Übersicht der Auszeichnungen und Nominierungen | Tabellarische Übersicht der Auszeichnungen und Nominierungen | Tabellarische Übersicht der Auszeichnungen und Nominierungen | Tabellarische Übersicht der Auszeichnungen und Nominierungen |
| Jahr                                                         | Auszeichnung                                                 | Für                                                          | Kategorie                                                    | Resultat                                                     |
| ------------------------------------------------------------ | ------------------------------------------------------------ | ------------------------------------------------------------ | ------------------------------------------------------------ | ------------------------------------------------------------ |
| 2009                                                         | Teen Choice Award                                            | Summer Tour 2009                                             | „Choice Music Tour“ (mit David Archuleta)                    | Gewonnen                                                     |